# Corypha (geslacht)
Corypha is een geslacht van zangvogels uit de familie leeuweriken (Alaudidae). De vogels in dit geslacht waren eerder geplaatst in het geslacht Mirafra. 

## Soorten
Het geslacht kent de volgende elf soorten:
- Corypha apiata  – Klapperleeuwerik
- Corypha fasciolata  – Oostelijke klapperleeuwerik
- Corypha kidepoensis – Kidepoleeuwerik
- Corypha hypermetra  – Grote struikleeuwerik
- Corypha kurrae – Hooglandleeuwerik
- Corypha africana  – Roodnekleeuwerik
- Corypha athi – Schildwachtleeuwerik
- Corypha kabalii – Vlakteleeuwerik
- Corypha nigrescens – Hoogvlakteleeuwerik
- Corypha sharpii  – Elliots leeuwerik
- Corypha somalica  – Somalische struikleeuwerik